# National Association of Intercollegiate Athletics
National Association of Intercollegiate Athletics (NAIA) es una asociación compuesta por 287 instituciones universitarias de los Estados Unidos de América, Canadá y Bahamas cuya finalidad es integrar la vida deportiva en el entorno académico de estas instituciones.
Se trata de una organización similar a la NCAA, aunque ligeramente más pequeña.
Su sede está actualmente situada en Kansas City (Misuri).

## Historia
Se fundó en 1937 con el nombre de National Association of Intercollegiate Basketball (NAIB), cuando James Naismith y otros líderes locales de Kansas City organizaron el torneo National College Basketball Tournament en el Auditorio Municipal de Kansas City. La finalidad de este torneo era ofrecer a pequeñas universidades la posibilidad de establecer un campeón nacional de baloncesto entre este tipo de instituciones académicas. El torneo se disputó al principio entre 8 equipos, pasando a 32 equipos en 1938.
En 1948, la NAIB se convirtió en la primera organización estadounidense en admitir deportistas de raza negra en sus torneos de postemporada. En 1952, la NAIB se trasformó en la actual NAIA, y desde entonces también incluye a otros deportes, además del baloncesto. El fútbol americano se dividió en dos divisiones (División I y División II) en 1970, dependiendo del número de estudiantes de cada universidad, pero se volvió al formato de División única (División I) en 1997.
NAIA comenzó la organización de competiciones femeninas en 1980.
NAIA, a diferencia de la NCAA, admite universidades extranjeras, contando con 5 universidades canadienses y una de Bahamas entre sus miembros.
Victory Sports Network es la cadena que cubre las competiciones de la NAIA.

## Conferencias
- American Mideast Conference
- American Midwest Conference
- Appalachian Athletic Conference
- California Pacific Conference
- Cascade Collegiate Conference
- Central States Football League
- Chicagoland Collegiate Athletic Conference
- Dakota Athletic Conference
- Florida Sun Conference
- Frontier Conference
- Golden State Athletic Conference
- Great Plains Athletic Conference
- HBCU Athletic Conference
- Heart of America Athletic Conference
- Kansas Collegiate Athletic Conference
- Mid-Central College Conference
- Midlands Collegiate Athletic Conference
- Mid-South Conference
- Mid-States Football Association
- Midwest Collegiate  Conference
- Red River Athletic Conference
- River States Conference
- Sooner Athletic Conference
- Southern States Athletic Conference
- Sunrise Athletic Conference
- TranSouth Athletic Conference
- Wolverine-Hoosier Athletic Conference